# Otevřený systém (informatika)
Otevřený systém (anglicky open system) je v informatice označení pro počítačové systémy, které poskytují kombinaci interoperability, portability a otevřených standardů. Termín však může označovat též specifické instalace (operačního systému, software), které jsou konfigurovány tak, aby umožnily volný přístup lidem nebo dalším počítačům (záměrný i nechtěný), o čemž tento článek nepojednává.

## Historie
Výraz otevřený systém byl zpopularizován na počátku 80. let minulého století, kdy se používal pro popis systémů založených na bázi Unixu, obzvláště jako protiklad k rozšířenějším počítačům mainframe a minipočítačům, které se v této době používaly. Na rozdíl od starších systémů poskytovala novější generace unixových systémů standardizované rozhraní (API) a propojení periferií. Vznikl prostor pro vývoj hardware a software třetími stranami. To byl velký pokrok proti období 70. let, kdy se společnosti Amdahl a Hitachi soudily o právo prodávat operační systémy a periferní zařízení slučitelná s mainframy od IBM.
Definice „otevřeného systému“ byla lépe formulována v 90. letech 20. století. Objevily se v ní nezávisle spravované softwarové standardy, jako například Single UNIX Specification od The Open Group.
Ačkoli jsou uživatelé již zvyklí na vysoký stupeň hardwarové a softwarové součinnosti, ve 20. století byly otevřené systémy významným rozdílem při koupi počítače. IBM spolu s dalšími společnostmi vzdorovaly tomuto trendu po desetiletí. Je to doloženo slavným varováním z roku 1991, kdy zaměstnanec IBM prohlásil, že by si uživatel měl dát pozor na to, aby se „neuzamkl v otevřených
systémech“.
Nicméně na začátku 21. století mnoho z prodejců placeného operačního systému, zvláště IBM a Hewlett-Packard, začalo přijímat Linux jako součást své celkové odbytové strategie. Open source software (software s otevřeným zdrojovým kódem) byl prezentován jako neporazitelný „otevřený systém“. Jako odpověď začalo více společností otevírat zdrojový kód svých produktů. Důležitým příkladem je např. Sun Microsystems a jejich projekty OpenOffice.org a OpenSolaris. Tyto projekty jsou založeny na předchůdcích, kteří neměli otevřený zdrojový kód, např. StarOffice a Solaris.